# Ao Tanaka
Ao Tanaka (田中 碧 Tanaka Ao?), född 10 september 1998 i Kanagawa prefektur, är en japansk fotbollsspelare som spelar för Leeds United. Han har även spelat för det japanska landslaget.

## Klubbkarriär
Den 30 augusti 2024 värvades Tanaka av Leeds United, där han skrev på ett fyraårskontrakt.

## Landslagskarriär
I november 2022 blev Tanaka uttagen i Japans trupp till VM 2022.